# Gegevensdrager

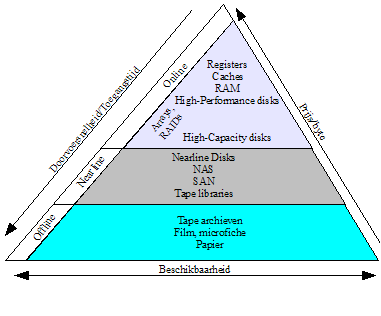
Opslagpyramide

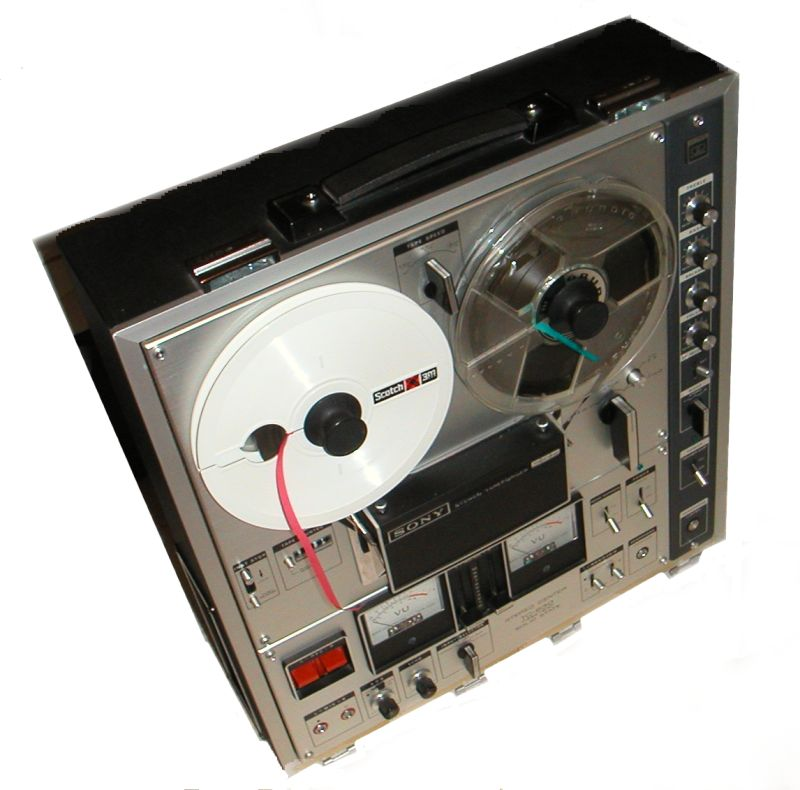
Bandrecorder met magneetband als analoog opslagmedium

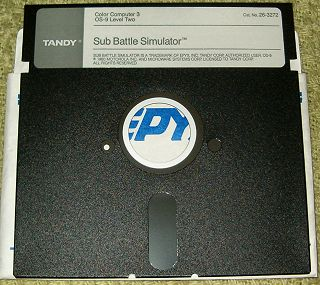
Floppydisk als digitaal opslagmedium

Een gegevensdrager is een fysiek opslagmedium waarop gegevens staan of waarop deze kunnen worden opgeslagen.
In de informatica wordt het woord "gegevensdrager" gebruikt voor middelen waarop digitale gegevens kunnen worden opgeslagen. Soms worden in het bijzonder bedoeld vaak verwisselbare media, die afzonderlijk van een uitleesapparaat kunnen worden bewaard.
In de biologie is organisch materiaal dat erfelijke informatie draagt, zoals DNA en RNA, opslagmedium. DNA kan ook gebruikt worden om digitale gegevens op te slaan.

## Analoog of digitaal
Er kan onderscheid worden gemaakt tussen analoge en digitale gegevensdragers. Het verschil zit daarbij niet altijd in de gebruikte technologie, maar in de wijze waarop gegevens zijn vastgelegd: als continu variërend signaal, of in discrete eenheden (meestal bits). Een compact disc bevat bijvoorbeeld een digitaal gecodeerd bestand: enen en nullen, opgeslagen als een reeks putjes in het reflecterende materiaal van de schijf. Hieruit kan via rekenkundige bewerkingen een benadering van het oorspronkelijke geluidssignaal worden gereconstrueerd. De historische bandopname daarentegen bevat een rechtstreekse weergave van het geluidssignaal, waarbij het magnetisatieniveau van de band continu varieert. Maar op een geluidscassette kunnen ook digitale gegevens worden opgeslagen, zoals in de begintijd van de thuiscomputer gebruikelijk was. Digitale gegevensdragers zijn minder gevoelig voor ruis bij het uitlezen en zijn beter bestand tegen een geringe achteruitgang van de fysieke drager.

### Voorbeelden
Voorbeelden van digitale gegevensdragers zijn:
- ponskaart (uitgevonden door Hollerith)
- ponsband (vroeger gebruikt in telexen, computers en digitale draaibanken)
- muziekcassette (ook bij de eerste thuiscomputers)
- digital audio tape (voor hoge geluidskwaliteit) (dat)
- diskette of floppy
- compact disc (cd)
- dvd
- USB-stick
- geheugenkaart
- blu-ray

Enkele voorbeelden van traditionele analoge gegevensdragers:
- vel papier
- kleitablet
- wasrollen
- grammofoonplaten
- videobanden
- audiocassettes
- 8 sporencassettes

## Houdbaarheid
De oudste tekeningen en geschriften op grotwanden en op perkament als gegevensdrager zijn millennia oud.
Een onzekere factor bij digitale gegevensdragers is de houdbaarheid ervan, ofwel de digitale duurzaamheid. Een cd of dvd kan door slijtage na enkele jaren onbruikbaar zijn geworden, een floppydisk door verstoring door magnetische velden. Daarbij komt dat nieuwe of vernieuwde digitale opslagstandaarden maken dat het soms lastig kan worden om verouderde opslagmedia uit te lezen wanneer dit alleen nog mogelijk is met weinig beschikbare oude uitleesapparatuur en software. Dit is dus onafhankelijk van de staat van het opslagmedium zelf.